# Egle Rizzo
Egle Rizzo (Palermo, 1981) è una scrittrice italiana.
Secondo FantasyMagazine "è stata una delle prime esponenti del genere fantasy italiano ad arrivare in libreria".

## Biografia
Vive a Palermo, dove ha compiuto studi classici presso la facoltà di lettere della locale università. Ha pubblicato diversi romanzi fantasy.
Nota soprattutto per il suo volume d'esordio Ethlinn la dea nascosta (2003), indicato da Valerio Evangelisti come «il romanzo che segna il passaggio del fantasy italiano alla maturità», ha successivamente pubblicato i romanzi Il Viaggio di Aelin (2005) e Il volto della duplice luna. 1. Aletheya (2008), primo di una saga, nonché, sempre nel 2005, il racconto Incontro nell'antologia Donne al futuro.
Nel 2009 ha dato alle stampe, nell'antologia Sanctuary, il racconto Foresta perduta.
Tutti i testi pubblicati dalla scrittrice siciliana sono stati editi da Dario Flaccovio Editore.

## Opere

### Romanzi
- Ethlinn la dea nascosta, Dario Flaccovio Editore, 2003.
- Il Viaggio di Aelin, Dario Flaccovio Editore, 2005.
- Il volto della duplice luna. 1. Aletheya, Dario Flaccovio Editore, 2008.
- Il volto della duplice luna. 2. Desiria, Dario Flaccovio Editore, 2009.[5]

### Racconti
- Incontro , in Donne al futuro, Dario Flaccovio Editore, 2005.
- Foresta perduta, in Sanctuary, Asengard Editore, 2009.